# György Kőszegi
György Kőszegi   (Nyíregyháza, 12 de setembre de 1950 - Tiszaújváros, 13 de desembre de 2001) fou un aixecador de peses hongarès que va competir durant la dècada de 1970.
El 1976 va prendre part en els Jocs Olímpics d'Estiu de Montreal, on va guanyar la medalla de plata en la categoria del pes mosca del programa d'halterofília. Quatre anys més tard, als Jocs de Moscou, va disputar, sense sort, la prova del pes gall.
En el seu palmarès també destaquen tres medalles de plata al Campionat del món d'halterofília, entre les edicions de 1974 i 1977 i quatre medalles de plata al Campionat d'Europa d'halterofília, entre les edicions de 1973 i 1978. El 1974 va establir el rècord del món d'arrancada del pes mosca.